# 合肥北城站
合肥北城站位于中国安徽省合肥市长丰县北城新区凤麟路和五湖大道交叉口附近，为合蚌客运专线和商杭客运专线的一个高铁站。车站设有8条股道，商杭线与合蚌线在此站交汇。车站现由上海局集团合肥直属站管辖，办理少量客运业务。
由于车站附近交通接驳不便，2012年开站以来停靠列车及客流由2012年开站初期的8趟列车、百余人下降至2018年的2趟列车、数十人。2019年1月5日调图后，车站每日停靠列车增加至6趟。2019年12月1日、12月30日后亦有部分经商杭客运专线运行的列车停靠，车站日接发列车将增加至15趟。

## 车站结构
合肥北城站站房总长约40米，建筑面积1000平方米，设有2个售票处、一个进站口和一个出站口。

### 站场
合肥北城站有京港客运专线商杭段、京福客运专线合蚌段经过，合福客运专线自本站出岔，而商杭及合蚌客运专线则在本站至水家湖站区间平行布置。车站规模为2台8线，设4条正线，其中合蚌正线居中、商杭正线外包。三条线路由车站两端咽喉4条正线间的4组道岔连接，供跨线列车使用。
| 站房     | 售票处、候车室                        |
| 通过线   | 商杭客运专线 下行列车通过线           |
| 1站台    | 合福客运专线 往福州方向（蜀山东站）   |
| 岛式站台 |                                       |
| 2站台    | 合蚌客运专线 往合肥方向（合肥站）     |
| 通过线   | 合蚌客运专线 下行列车通过线           |
| 通过线   | 合蚌客运专线 上行列车通过线           |
| 3站台    | 合蚌客运专线 往蚌埠南方向（水家湖站） |
| 岛式站台 |                                       |
| 4站台    | 商杭客运专线 往商丘方向（水家湖站）   |
| 通过线   | 商杭客运专线 上行列车通过线           |

## 换乘交通

### 地铁
合肥轨道交通8号线在该站附近设置终点站，于2024年12月26日开通运营。